# يوسف خلفان
يوسف خلفان (مواليد 2 مارس 1989) لاعب كرة قدم إماراتي يجيد اللعب في خط الدفاع في نادي الفجيرة.
لعب مع نادي الفجيرة ونادي دبا الفجيرة ونادي العروبة.